# Pseudomysz piaskowa
Pseudomysz piaskowa (Pseudomys hermannsburgensis) – gatunek gryzonia z rodziny myszowatych, występujący w Australii.

## Klasyfikacja
Gatunek ten został opisany naukowo w 1896 roku przez E.R. Waite’a. Miejsce typowe to George Gill Range w Terytorium Północnym. Analizy budowy plemników i badania elektroforetyczne enzymów wskazują na pokrewieństwo tego gatunku z innymi pseudomyszami, należy on do podgrupy gatunków spokrewnionych z pseudomyszą delikatną (Pseudomys delicatulus), którą tworzą także pseudomysz akacjowa (P. bolami), pseudomysz malutka (P. novaehollandiae), pseudomysz pośrednia (P. pilligaensis) i jeden nieopisany gatunek. Natomiast na podstawie budowy prącia zasugerowano jego pokrewieństwo z australoskoczkami (Leggadina).

### Nazewnictwo
Nazwa łacińska Pseudomys pochodzi od stgr. ψευδής pseudes – fałszywa oraz μῦς mus – mysz. W wydanej w 2015 roku przez Muzeum i Instytut Zoologii Polskiej Akademii Nauk publikacji „Polskie nazewnictwo ssaków świata” gatunkowi nadano nazwę pseudomysz piaskowa. W Australii zwierzę nosi angielską nazwę sandy inland mouse oraz aborygeńską nazwę Mingkiri.

## Występowanie
Pseudomysz piaskowa występuje endemicznie w Australii, należy do grupy „starych endemitów”. Występuje w środkowej i zachodniej części kontynentu, a także na niektórych wyspach w Australii Zachodniej (np. Dirk Hartog). Jej zasięg rozciąga się na wschodzie po Queensland. Jest rozległy, ale zagęszczenie populacji jest niewielkie.
Pseudomysz piaskowa zamieszkuje różnorodne suche siedliska, od piaszczystych wydm po tussock i obszary porośnięte przez eukaliptusy i akacje.

## Wygląd
Jest to niewielki gryzoń. Ciało wraz z głową osiąga 55–80 mm, ogon jest dłuższy i ma 70–90 mm długości. Masa ciała zwierzęcia to 9–15 gramów. Jej grzbiet jest szarobrązowy do piaskowego, spód ciała jest białawy. Wygląda podobnie do introdukowanej myszy domowej (Mus musculus), ale jest smuklejsza, ma dosyć długie uszy i ogon, większe oczy i nie ma charakterystycznego „mysiego” zapachu.

## Tryb życia
Pseudomysz piaskowa prowadzi nocny tryb życia. Dzień spędza w norach o długości do 1 metra i głębokości do pół metra, budowanych u podstawy krzewów lub drzew. W sezonie rozrodczym tworzy grupki po 4–5 osobników, poza nim zbiera się w większe stada. Samice zwykle rodzą 3–4 młode.
Jest w przeważającym stopniu roślinożerna. Preferuje nasiona, jada też trawy i zielone części roślin, korzenie i małe bulwy, a w mniejszej ilości także owady. Żeruje głównie na ziemi, ale część pokarmu pobiera także pod jej powierzchnią i wspina się po pożywienie na wysokość do metra. Nie potrzebuje dostępu do zbiorników wody, w większości zaspokajając swoje potrzeby wodą zawartą w pokarmie.

## Populacja i zagrożenia
Liczebność pseudomyszy piaskowej jest stablina, choć podlega wahaniom zależnie od opadów. W Nowej Południowej Walii jako zagrożenia zidentyfikowane zostały: degradacja środowiska przez nadmierny wypas i zbijanie gleby przez zwierzęta hodowlane, zbyt częste pożary buszu, wycinka roślinności i tworzenie sztucznych zbiorników wody, które przyciągają drapieżniki; drapieżnictwo zagraża im szczególnie ze strony introdukowanych lisów i kotów, szkodliwa jest także konkurencja z introdukowanymi roślinożercami i zatrucia fluorooctanem sodu z trutek. Tym niemniej nie stwierdzono poważnych zagrożeń dla istnienia gatunku i występuje on w niektórych obszarach chronionych. Międzynarodowa Unia Ochrony Przyrody uznaje pseudomysz piaskową za gatunek najmniejszej troski. W Nowej Południowej Walii, gdzie występuje tylko na północnym zachodzie stanu, jest zaliczona do gatunków narażonych na wyginięcie (ang. vulnerable).